# A kívánságsárkány
A kívánságsárkány (eredeti cím: Wish Dragon) 2021-ben bemutatott amerikai-kínai számítógépes animációs fantasy-vígjáték, melynek rendezője és forgatókönyvírója Chris Appelhans. A Columbia Pictures, Sony Pictures Animation, Beijing Sparkle Roll Media Corporation, Tencent Pictures, Base FX, Flagship Entertainment Group, Boss Collaboration és a Cultural Investment Holdings gyártótta, a főszerepet Jimmy Wong, John Cho, Constance Wu, Natasha Liu Bordizzo, Jimmy O. Yang, Aaron Yoo, Will Yun Lee és Ronny Chieng alakítja. Jackie Chan volt a film producere, és Cho hangját kölcsönözte a kínai mandarin nyelvű változatban. A karakterek hangját a film kínai és angol nyelvű változatában is felhasználták.
A kívánságsárkány 2021. január 15-én került a mozikba Kínában és 2021. június 11-én a Netflixen.
Egy szorgalmasan dolgozó tinédzser leginkább arra vágyik, hogy újra találkozhasson gyermekkori legjobb barátjával - aki azóta híres modell lett - amikor talál egy kívánságteljesítő sárkányt, aki megmutatja neki a lehetőségek varázsát.

## Cselekmény
Tin egy munkásosztálybeli egyetemista Sanghajban, aki arról álmodik, hogy újra találkozik gyermekkori barátjával, Li Na-val, aki évekkel ezelőtt elköltözött a környékükről apjával, Vang úrral, azóta modellkedik és fényűző életet él. Tin az édesanyjával él a kis lakásban, ahol még saját szobája sincs.
Egy nap Tin egy ősz hajú férfitól egy teáskannát kap, amelyből egy Long nevű sárkány bújik elő, akinek az a feladata, hogy kívánságsárkányként három kívánságot teljesítsen annak, aki a teáskannát tartja. Long tájékoztatja Tint, hogy minden kívánságsárkánynak tíz mestert kell szolgálnia ahhoz, hogy beléphessen a szellemvilágba, és Tin a tizedik mestere.
Ezt követően Tint egy Zsebes nevű férfi által vezetett három gorilla üldözi, akiket Vang úr bérelt fel, hogy megszerezzék a teáskannát, abban a reményben, hogy megmenthetik a csődbe ment vállalkozását. Tin az első kívánságát arra használja fel, hogy képes legyen megküzdeni a gorillákkal, és ez sikerül is neki, szinte oda sem figyelve meg tud velük verekedni.
Másnap Tin és Long eljutnak Li Na születésnapi partijára. Tin a második kívánságával ideiglenesen gazdag „herceg”-ként jelenik meg (sportkocsi, drága öltöny és márkás óra), remélve, hogy Li Na felfigyel rá, és felújítja a barátságukat. Li Na csalódott, amikor rájön, hogy az apja az idén sem lesz jelen a születésnapján. Tin, fenntartva gazdag álcáját, megvigasztalja őt, és Vang úr (videohíváson keresztül) megkéri őket, hogy beszéljenek meg egy közös vacsorát. Long figyelmezteti Tint, hogy Li Na elhagyja őt, amint megtudja igazi személyazonosságát, mert eltérő a társadalmi-gazdasági helyzetük.
A randevún Tin tanácsot kér Longtól, hogyan viselkedjen az új státuszának megfelelően, de arroganciájával felbosszantja Li Na-t. Végül Tin lakószomszédságában kötnek ki, miután a bűnözők ismét el akarják fogni Tint és nekik menekülniük kell. Tin felfedi magát Li Na előtt, és a nap hátralévő részét arrafelé töltik, újraélve gyermekkori időtöltéseiket. Li Na azonban visszavonul (egy limuzin jön érte), arra hivatkozva, hogy elvárások vannak vele szemben, amelyeknek meg kell felelnie, megbántva ezzel Tint. Később aznap este Tin dühösen megkéri Longot, hogy tegye őt gazdaggá (korábban a sárkány eleve ezt ajánlotta), egy utolsó próbálkozásként, hogy megbecsüljék.
Long azonban ezt nem teljesíti, hanem elmondja neki, ő az életében gazdag és hatalmas úr volt, sok szolgával, akinek azonban uralkodása magányban és tragédiában végződött, és büntetésből vált kívánságsárkánnyá, hogy másokat kelljen szolgálnia. Tájékoztatja Tint, hogy a kívánságsárkányként eltöltött idő arra szolgál, hogy megértse az élet értelmét, és ezt nem sikerült elérnie az összes korábbi urával Tin előtt.
Miután felkutatta Tint, Zsebes elárulja Vang urat azzal, hogy magához veszi a teáskannát, és megkéri a sárkányt az első kívánságával, hogy minden arannyá változzon, amihez hozzáér, és ledobja Vang urat egy nagy állványzatról.
Li Na súlyosan megsérülve találja az apját, miközben Tin üldözi a gorillákat. A Long hátán zajló harc során Zsebes véletlenül megérinti Longot és saját magát, és ezzel mindkettőjüket aranyszoborrá változtatja. Long egy folyó fenekére süllyed, miközben Zsebes darabokra törik a földön.
Long a Szellemvilág bejáratánál találja magát, emberi alakban. Lehetősége van rá, hogy átmenjen a kapun, de könyörög a kapu őrző istenének, hogy visszatérhessen Tinhez, mert nem használta fel a harmadik kívánságát. Az őrző beleegyezik, egy feltétellel, és Tin az utolsó kívánságával visszahozza Vang urat az életbe, Long pedig eltűnik.
Valamivel később Vang úr éttermet nyit közösen Tin édesanyjával, akinek nagyon finom receptjei vannak (korábban Vang úr volt náluk és evett a főztjéből).
Tin, aki most az étteremben dolgozik, talál egy ugyanolyan teáskannát, mint amiben Long lakott, és kiszabadítja őt. Long elmondja Tin-nek, hogy a Földre való visszatérésének feltétele az volt, hogy maradjon és szolgáljon még tíz mestert. Tin a teáskannát egy kocsira helyezi, amelyet a történet elején szereplő ősz hajú férfi húz, aki valójában a Szellemvilág kapujának őre.

## Szereplők
| Szerep | Eredeti hang                            | Magyar hang      | Leírás |
| --- | --------------------------------------- | ---------------- | --- |
| Tin Szung | Jimmy Wong Niu Junfeng (mandarin nyelv) | Miller Dávid     | Munkásosztálybeli egyetemista, aki arról álmodik, hogy újra találkozik gyermekkori barátjával, Li Na-val.             |
| Tin Szung | Ian Chen (fiatalon)                     | Gáll Dávid       | Munkásosztálybeli egyetemista, aki arról álmodik, hogy újra találkozik gyermekkori barátjával, Li Na-val.             |
| Lung-csu | John Cho Jackie Chan (mandarin nyelv)   | Varga Gábor      | Cinikus, de nagyhatalmú sárkány, aki képes kívánságokat teljesíteni.                                                  |
| Szung asszony | Constance Wu                            | Kokas Piroska    | Tin édesanyja. |
| Lina / Li Na | Natasha Liu Bordizzo                    | Rudolf Szonja    | Tin gyerekkori barátja, aki évekkel ezelőtt elköltözött apjával a környékről, azóta modellkedik és fényűző életet él. |
| Lina / Li Na | Alyssa Abiera (fiatalon)                | Nagy Zselyke     | Tin gyerekkori barátja, aki évekkel ezelőtt elköltözött apjával a környékről, azóta modellkedik és fényűző életet él. |
| Vej-cse | Jimmy O. Yang                           | Kovács Lehel     | Zsebes egyik „gorillája” és biztonsági őr.                                                                            |
| Zsebes | Aaron Yoo                               | Dévai Balázs     | Zsoldos, akit Vang úr felbérel, hogy visszaszerezze a teáskannát, ami Tinnél van.                                     |
| Vang úr | Will Yun Lee                            | Zöld Csaba       | Lina mindig távollévő apja, akinek a céges vállalkozása csődbe megy.                                                  |
| Pipa Isten | Sandy Martin                            | Gémes Antos      | A szellemvilág kapujának őre.                                                                                         |
| Buckley | Nico Santos                             | Seszták Szabolcs | Vang úr asszisztense.                                                                                                 |
| Tiao | Bobby Lee                               | Ficzere Béla     | Zsebes egyik „gorillája”.                                                                                             |
| Vej | Gabriel Lee                             | Nagy Gereben     | |
| Csu asszony | N/A                                     | Tóth Szilvia     | |
| További magyar hangok |                                         |                  | |
| Bácskai János, Baráth István, Bor László, Csúz Lívia, Czifra Krisztina, Dudás Lea, Farkas Zita, Fehérváry Márton, Hám Bertalan, Hám-Kereki Anna, Kelemen Noel, Kerekes Bernadett, Király Adrián, Korek Mária, Kovács András Bátor, Ligeti Kovács Judit, Lipcsey Colini Borbála, Lovas Dániel, Mohácsi Nóra, Nádorfi Krisztina, Németh Attila István, Pipó László, Sörös Miklós, Suhajda Dániel |                                         |                  | |

## Filmkészítés
A kívánságsárkány az első olyan film, amelyet a Base Animation, a Base FX VFX céghez tartozó új animációs stúdió készített. A film és a Base Animation stúdió célja, hogy „”világszínvonalú animációt készítsen Kínában Kínának... és a világnak". Chris Appelhans rendező "azt akarta, hogy a film Kínában készüljön, egy erős kontinentális kínai kreatív csapattal, valamint nemzetközi szereplőgárdával, a mai Kína reményeire és álmaira összpontosítva”. A film Appelhans rendezői debütálása.

## Megjelenés
A kívánságsárkány eredetileg 2019. július 26-án került volna a mozikba, de az Annecy Nemzetközi Animációs Filmfesztiválon megerősítették, hogy 2020-ra csúszik. Októberben a Kipo és a csodálatos szörnyek kora alkotója, Radford Sechrist (aki a film történetének vezetője volt) megerősítette, hogy a film ehelyett 2021-ben kerül a mozikba. A filmet Kínában 2021. január 15-én mutatták be.
A film 2021. június 11-én jelent meg a Netflix nyári kínálatában.

## Fordítás
- Ez a szócikk részben vagy egészben  a   Wish Dragon című angol Wikipédia-szócikk fordításán alapul.  Az eredeti cikk szerkesztőit annak laptörténete sorolja fel. Ez a jelzés csupán a megfogalmazás eredetét és a szerzői jogokat jelzi, nem szolgál a cikkben szereplő információk forrásmegjelöléseként.